# The Hero of Little Italy
The Hero of Little Italy é um filme mudo norte-americano do gênero dramático em curta-metragem, dirigido por D. W. Griffith, em 1913. O filme foi estrelado por Blanche Sweet.

## Elenco
- Charles West
- Blanche Sweet
- Harry Carey
- Charles Hill Mailes
- Kate Toncray
- Kathleen Butler
- William J. Butler
- John T. Dillon
- Frank Evans
- J. Jiquel Lanoe
- Walter Miller
- Frank Opperman